# 聖誕入侵
《聖誕入侵》（英語：The Christmas Invasion）是英國科幻電視劇《異世奇人》首部聖誕特輯，2005年12月25日在英國BBC One播出。本集的編劇為拉塞爾·T·戴維斯，占士·霍伊斯擔當導演。演員方面，大衛·田納特飾演博士和比莉·派佩飾演羅斯·泰勒是主角，潘娜洛普·威爾頓所扮演的哈莉特·鐘斯也在本集回歸。
本集講述博士和泰勒回到當代的倫敦渡過聖誕節。然而，外星人希克拉庫斯（Sycorax）卻在這時入侵地球。最終，因重生過後昏倒的博士及時醒來，擊退入侵者。在英國，這集有980萬人收看，並取得正面的評價。

## 劇情
博士和泰勒乘坐TARDIS回到倫敦，泰勒的母親積奇和男友米基喜見二人的歸來。然而，剛剛成完重生的博士消耗甚巨，因昏迷不醒。泰勒把他帶回家，希望他會醒過來。其後，泰勒和男友逛街。在路上，他們遇到裝扮成聖誕老人的機械人，並向二人施襲。二人及時逃離後回家，並驚見一顆受人控制的聖誕樹試圖攻擊他們。此時，博士醒來，用聲波起子制止了聖誕樹的攻擊。眾人步出家門，發現機械聖誕老人正監視他們。博士稱這些機械人是「引水魚」，他們是想捕捉博士，而更重要的是他們的到來意味著更危險的敵人即將來臨。語畢，博士又昏過來，機械人則離開。
另一方面，英國發射的太空探測器格溫娜一號（Guinevere One）試圖登陸火星。期間，探測器一度與控制中心失去聯絡。但不久後，又回復正常，並收到一段短片。在片中，名為希克拉庫斯的外星人要脅「地球領袖」代表地球速速投降，否則有人會死。儘管鐘斯不明其意，但作為英國首相兼本次太空計劃的主持人，她拒絕屈服。希克拉庫斯聞之，使用法力令全球A型血的人類都危站在高處。原來，為使外星人了解人類，科研人員在格溫娜一號加入了人類A型血的樣本，這也使得希克拉庫斯能控制全球三分一人口的意識。
鐘斯不知所措，但仍拒絕投降，唯希望盡快找到博士。未幾，希克拉庫斯的太空船來到倫敦，並請鐘斯等官員上太空船。另一方面，泰勒和米基有見太空船的到來，相信外星人的目標是博士，故把他從家中帶到TARDIS。然而，TARDIS也被太空船發現，並被吸走。可是，二人並沒有意識到這點，當泰勒進出門外即被希克拉庫斯發現。雖然如此，泰勒還是固作鎮定，拖延時間，希望博士能及時醒來。
果然，泰勒的計策得逞，博士及時醒來。原來，米基在TARDIS遺下熱茶激活了博士的身體。博士發現希克拉庫斯後譏笑他們是落後的物種，又解除了他們對A型血地球人的要脅。希克拉庫斯的領導大憤，博士續而挑戰他，稱如果在格擊中勝出，他們必須立即離開地球；反之，地球歸屬他們。經一番爭鬥後，博士勝出。然而，領導不服，試圖暗算博士，未能成功，反死於非命。希克拉庫斯終依從博士的指令，速速離開地球。
回到地面，儘管鐘斯得悉太空船已離開，她仍下令火炬木小組開火。博士見此大為憤怒，斥責她背信棄義，又指有方法可令她下台。博士問鐘斯的幫手是否覺得其上司已老態盡現。果真，關於鐘斯健康問題的謠言隨即四起，國會也對她提出不信任動議。博士則與泰勒乘坐TARDIS，展開另一段旅程。

### 前後連接
「引水魚」機械聖誕老人和鐘斯均在隨後的劇集中出現：前者在2006年聖誕特輯〈逃跑的新娘〉再次出場，後者則在〈被盜地球〉中回歸。另外，博士的左手在本劇被希克拉庫斯領袖斬斷，但因剛剛完成重生的關係，他的手部也得以再次長出。此後，這斷掌在〈烏托邦〉／〈鼓聲〉和〈最後的時間領主〉合集出現。在《被盜地球》／〈旅程終結〉合集中，博士就是利用那種斷掌令自己重生，並保持了原狀。
在〈鬼軍〉一集中，火炬木小組隊長奧文·哈珀就提及過希克拉庫斯的太空船。在〈博士之名〉和〈博士之日〉中，希克拉庫斯再次被人提起。

## 製作
這是扮演第十任博士的大衛·田納特首次出演整部《異世奇人》劇集。此前，他在〈背水一戰〉的最後一幕出場。同時，這是《異世奇人》首部的聖誕特輯。自此以後，BBC One每年均會製作一部聖誕版的《異世奇人》劇集。

## 反響和發佈
〈聖誕入侵〉2005年的聖誕節在英國BBC One首播。劇集播出後，收視報告指英國當晚有980萬通過電視收看這集，是為當晚的收視亞軍，僅次肥皂劇《東區人》。另一方面，這是第十任博士觀看人數最高的一集，直至2007年的聖誕特輯〈詛咒之旅〉該紀錄才被打破。
此集取得評論家的垂青。多媒體評論網站IGN在10分為滿分下給了本集9分，作者哈克認為博士與鐘斯的互動「很有趣」，又指劇集成功的向觀眾展示新一任博士的面貌，令他對新一個系列相當期待。《影音俱樂部》所給的分數是B，筆者威爾金斯指這集充滿精彩的對白和激情，又對潘娜洛普·威爾頓的演出表示讚賞。雖然如此，威爾金斯認為博士僅靠熱茶就能醒來的劇情是「可笑的」。劇集也得到觀眾的支持，《廣播時報》於2014年舉行最棒的《異世奇人》聖誕特輯選舉，最終在7000名讀者投票下，本集以24.92%高票當選。
〈聖誕入侵〉與〈新地球〉一集同收錄在DVD中，並在2006年5月1日上市。此外，這集還被收錄於系列2的DVD之中，該DVD在2006年11月20日出售。

## 資料來源
1. ↑  . BBC News. 26 December 2005  [25 May 2010]. （原始内容存档于2006-08-31）.
2. ↑  "Doctor Who: "The Christmas Invasion" Review" （页面存档备份，存于） ign.com 2006 10 2
3. 1 2  "Doctor Who: "The Christmas Invasion"" （页面存档备份，存于） avclub.com 2014 1 19
4. ↑  "David Tennant’s debut voted best Doctor Who Christmas special" （页面存档备份，存于） Radio Times 2014 12 28

## 外部連結
- Commentary track by Phil Collinson, Russell T Davies and Julie Gardner （页面存档备份，存于） (MP3)
- 互联网电影数据库上聖誕入侵的资料（英文）
- "The Christmas Invasion"  評論 在異世奇人評分導覽